# Cmentarz żydowski w Pilicy
Stary cmentarz żydowski w Pilicy – powstał w XVIII w. Został zniszczony podczas II wojny światowej. Obecnie jego teren jest zabudowany. Cmentarz mieści się przy ul. Klasztornej.
Nowy cmentarz żydowski w Pilicy – kirkut został założony w 1842 r. W 1884 r. planowano jego rozbudowę, zachował się projekt. Mieści się za miastem przy drodze do wsi Kocikowa. Zajmuje powierzchnię około 1 ha. W latach 1942–1943 na terenie kirkutu rozstrzeliwano ludność żydowską. Na terenie kirkutu zachowało się 327 macew. Są zarówno dobrze zachowane, jak i mocno zdewastowane. Kirkut jest ogrodzony betonowym płotem.